# Glaciar Rocoso Cove
Die Glaciar Rocoso Cove (englisch; spanisch Caleta del Glaciar Rocoso ‚Bucht des steinigen Gletschers‘) ist eine von mehreren kleinen Buchten der Hurd-Halbinsel an der Südküste der Livingston-Insel im Archipel der Südlichen Shetlandinseln. Sie ist 920 m breit, 180 m lang und liegt als Nebenbucht der False Bay ostnordöstlich des Binn Peak sowie südsüdwestlich des Nusha Hill.
Spanische Wissenschaftler benannten sie nach einem angrenzenden Blockgletscher.